# Mesebergs slott

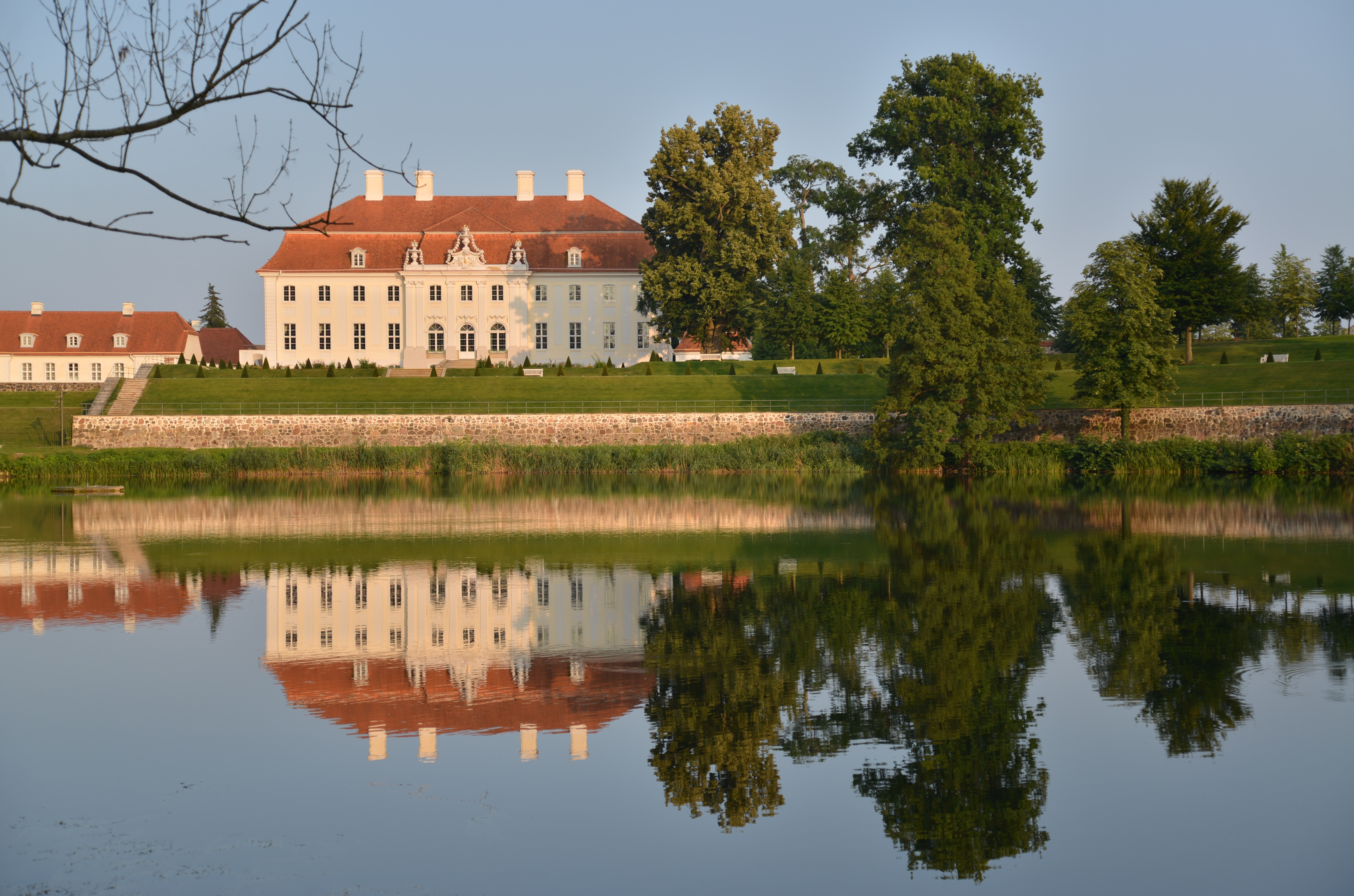
Mesebergs slott från sjösidan.

Mesebergs slott, tyska: Schloss Meseberg, är ett barockslott i den tyska byn Meseberg, omkring 70 kilometer norr om Berlin, vid sjön Huwenowsees östra ände. Administrativt ligger slottet i Gransees stadskommun, i Landkreis Oberhavel, Brandenburg. 
Slottet är sedan 2007 Tysklands förbundsregerings gästbostad.

## Historia
Den nuvarande barocka slottsbyggnaden uppfördes 1736–1739 på beställning av den preussiska greven och översten Hermann von Wartensleben. Slottet hade brunnit ned 1721 och dess ägor medförts 1723 av hans hustru Dorothea som hemgift; dessförinnan var det i hennes släkt von der Groebens ägo. Arkitektens namn är inte känt men slottet tros vara ett verk av någon i kretsen omkring Berlins överbyggdirektör Philipp Gerlach.
Efter von Wartenslebens död förvärvades slottet från dennes döttrar av prins Henrik av Preussen 1774, som var slottsherre på det närbelägna Rheinsbergs slott. Påföljande år, 1775, skänkte prins Henrik slottet till sin gunstling Christian Ludwig von Kaphengst (1740–1800). På grund av utsvävande livsföring och dålig ekonomi tvingades von Kaphengst snart att förpanta godset.
1883 köptes slottet av Carl Robert Lessing, utgivare av Vossische Zeitung, för sonen Gotthold Ephraim Lessing den yngres (1861–1919) räkning. För inredning och konstnärlig utsmyckning stod C. R. Lessings bror Carl Friedrich Lessing och brorsönerna Konrad Lessing och Otto Lessing. G. E. Lessings änka sålde slottet 1934.
Slottet konfiskerades av de sovjetiska ockupationsmyndigheterna 1945. Den lokala borgmästaren Franz Rhode förhindrade en rivning av slottsbyggnaden; istället kom slottet under den östtyska epoken att användas av flera andra inrättningar som en livsmedelsbutik, ett daghem och sedermera kommunhus. 
Vid Tysklands återförening 1990 kom det förfallna slottet att förbli i offentlig ägo och övertogs av Messerschmittstiftelsen 1995. I samband med flytten av huvudstaden till Berlin uppstod ett behov av en ny gästbostad för förbundsregeringen, som dessförinnan använt Petersberg i Königswinter utanför Bonn som gästbostad. Under åren 2004–2007 restaurerades byggnaden och försågs med nödvändiga kommunikations- och säkerhetsinstallationer för regeringens bruk. Samtidigt återställdes slottets omgivande barockpark.

## Kända besökare i gästbostaden

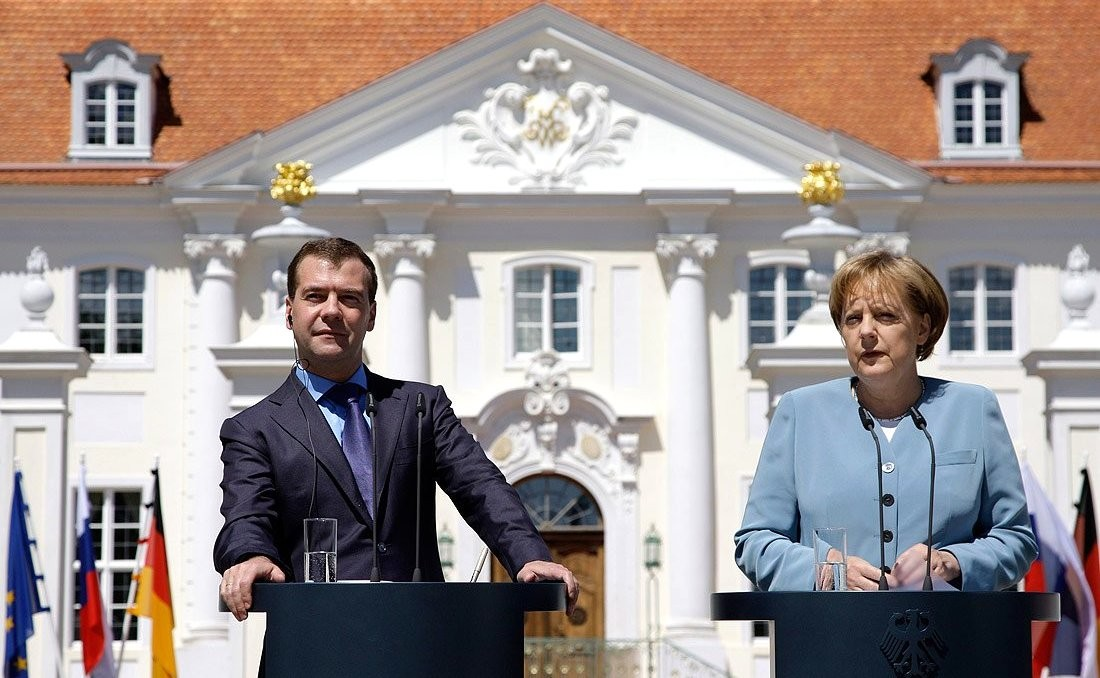
Dmitri Medvedev besöker Angela Merkel i Meseberg 2010.

- 23 februari 2007: Frankrikes president Jacques Chirac gästar förbundskansler Angela Merkel
- 23 april 2007: Mottagning för Europeiska kommissionens ordförande José Manuel Barroso
- 23 augusti 2007: Slutet regeringssammanträde (Regeringen Merkel I)
- 10 september 2007: Mottagning för Frankrikes president Nicolas Sarkozy
- 20 november 2007: Mottagning för Italiens premiärminister Romano Prodi
- 10 juni 2008: Mottagning för USA:s president George W. Bush
- November 2009: Slutet regeringssammanträde (Regeringen Merkel II)
- 5 juni 2010: Mottagning för Rysslands president Dmitri Medvedev
- 18 juni 2010: Framtidskonferens med näringslivs- och fackföreningsföreträdare
- 25 januari 2011: Mottagning för Europeiska kommissionens ordförande José Manuel Barroso
- 12/13 april 2013: Mottagning för Storbritanniens premiärminister David Cameron
- 22/23 januari 2014: Slutet regeringssammanträde (Regeringen Merkel III)
- 10/11 april 2018: Slutet regeringssammanträde (Regeringen Merkel IV)
- 19 april 2018: Mottagning för Frankrikes president Emmanuel Macron
- 19 juni 2018: Sammanträde för det tysk-franska ministerrådet
- 18 augusti 2018: Mottagning för Rysslands president Vladimir Putin
- 29 juni 2020: Frankrikes president Emmanuel Macron gästar förbundskansler Angela Merkel
- 13 juli 2020: Mottagning för Italiens premiärminister Giuseppe Conte
- 3 maj 2022: Sveriges statsminister Magdalena Andersson och Finlands statsminister Sanna Marin deltar i den tyska regeringens sammanträde där frågan om de båda nordiska ländernas eventuella Nato-ansökningar diskuterades.